# Робертсон (Вајоминг)
Робертсон (енгл. Robertson) насељено је место без административног статуса у америчкој савезној држави Вајоминг.

## Демографија
По попису из 2010. године број становника је 97, што је 38 (64,4%) становника више него 2000. године.
| Група             | 2000.      | 2010.      |
| Белци             | 57 (96,6%) | 96 (99,0%) |
| Афроамериканци    | 0 (0,0%)   | 0 (0,0%)   |
| Азијати           | 0 (0,0%)   | 0 (0,0%)   |
| Хиспаноамериканци | 0 (0,0%)   | 1 (1,0%)   |
| Укупно            | 59         | 97         |